# Bangladesh Police FC
Bangladesh Police FC is een Bengalese voetbalclub. De club speelt anno 2020 in de Bangladesh Premier League.

## Lijst met trainers
- februari 2019 - mei 2019: S. M. Asifuzzaman
- 4 augustus 2019 - 31 augustus: Nicolas Vitorović
- oktober 2019 - heden: Pakir Ali

## Erelijst
- Bangladesh Premier League : 2018-2019 (1x)
- Bangladesh Second Division : 2013-2014 (1x)